# Natascha Paulick
Natascha Paulick (* 1970 in Halle (Saale)) ist eine deutsche Schauspielerin.

## Karriere
Natascha Paulick ist die Enkelin des Architekten Richard Paulick (1903–1979). Zum Schauspielen kam sie durch ihre eineiige Zwillingsschwester. Von 1997 bis 2000 besuchte Natascha Paulick die Schauspielschule Charlottenburg. Seit 2000 hatte sie Theaterengagements unter anderem am Mecklenburgischen Landestheater Parchim, dem Theater Zitadelle in Berlin und dem Theater Morgenstern im Rathaus Friedenau. 2009 hatte sie ein Gastspiel am Neuen Theater Hannover und der Komödie am Altstadtmarkt in Braunschweig für Mondscheintarif nach Ildikó von Kürthy unter der Regie von Niklas Heinecke, 2011 spielte sie bei den Nibelungenfestspielen Worms und als Umbesetzung für die erkrankte Anouschka Renzi bei den Zwingerfestspielen in Dresden.
Im Film hatte sie ihre erste Hauptrolle im für den Deutschen Fernsehpreis 2011 nominierten ARD-Zweiteiler Der kalte Himmel, in dem sie die Dorfkantorin Alex Brunner spielt.

## Filmografie (Auswahl)
- 2002: Zu nah am Feuer, Regie: Dietmar Klein
- 2003: Tage des Sturms, Regie: Thomas Freundner
- 2003: Wolffs Revier – Au Pair, Regie: Peter Ristau (Fernsehserie)
- ab 2003: SOKO Leipzig (Fernsehserie)
  - 2003: Gute Nachbarn, Regie: Christoph Eichhorn
  - 2010: Swinging Leipzig, Regie: Oren Schmuckler (Fernsehserie)
  - 2014: Die Müllbrüder, Regie: Herwig Fischer
  - 2022: Der Zeuge, Regie: Patrick Winczewski
- 2004: Balko – Muttermord am Vatertag, Regie: Daniel Helfer (Fernsehserie)
- 2005: Unser Charly – Blinde Liebe, Regie: Monika Zinnenberg (Fernsehserie)
- 2005: Berlin Nights, Regie: Gabriela Tscherniak
- 2005: Spiele der Macht – 11011 Berlin, Regie: Markus Imboden
- 2005: Antikörper, Regie: Christian Alvart
- 2007: Der fremde Gast, Regie: Marcus O. Rosenmüller
- 2007: Ein Fall für Nadja – Zwischen allen Stühlen, Regie: Patrick Winczewski
- 2008: Schloss Einstein – #481 und #482, Regie: Sabine Landgraeber (Fernsehserie)
- 2010: Unkraut im Paradies, Regie: Bartosz Werner
- 2010: Notruf Hafenkante – Familienzirkus, Regie: Oren Schmuckler (Fernsehserie)
- 2011: Der kalte Himmel, Regie: Johannes Fabrick
- 2011: SOKO Wismar – Lottokönig, Regie: Oren Schmuckler (Fernsehserie)
- 2011: Der letzte schöne Tag, Regie: Johannes Fabrick
- 2012: Tatort – Todesschütze, Regie: Johannes Grieser
- 2015: Unsichtbare Jahre, Regie: Johannes Fabrick
- 2016: In aller Freundschaft – Die jungen Ärzte – Wunder, Regie: Herwig Fischer (Fernsehserie)
- 2021: Käthe und ich: Das Adoptivkind, Regie: Oliver Liliensiek (Fernsehserie)
- 2022: Neben der Spur ist auch ein Weg, Regie: Anna Justice, Regie: Ed Herzog

## Theaterrollen (Auswahl)
- Lieschen in Mutterliebe von August Strindberg. Regie: Heidemarie Schneider
- Telefonistin in Herr Puntila und sein Knecht Matti von Bertolt Brecht. Regie: Heidemarie Schneider
- Olga Khoklova in Picassos Frauen von Brian McAvera. Regie: Barbara Geiger
- Petra in Unkaputtbar von Günter Jankowiak. Regie: Detlef Plath
- Eliante in Der Menschenfeind von Molière. Regie: Christian Suhr
- Celia in Die kluge Närrin von Lope de Vega. Regie: Valentin Plătăreanu
- Sibylle Remchingen in Die Geschichte des Joseph Süß Oppenheimer, genannt Jud Süß von Jehoschua Sobol. Regie: Dieter Wedel (Uraufführung)
- Königin Christiane Eberhardine von Brandenburg-Bayreuth in Die Mätresse des Königs von John von Düffel. Regie: Dieter Wedel (Uraufführung)